# Primi ministri di Israele
Il primo ministro di Israele (ראש ממשלת ישראל) è il capo dell'esecutivo eletto del governo israeliano. Solitamente è il leader del maggior partito politico, o della più ampia coalizione di partiti, della Knesset (il parlamento israeliano). 

## Origine storica
Alla sua fondazione, lo Stato di Israele adottò il sistema politico parlamentare, con il primo ministro come carica politica più potente nel governo, ed un presidente come capo di Stato, con un ruolo in gran parte di rappresentanza.
In accordo con le Leggi Fondamentali, dopo le elezioni, il presidente assegna il compito di formare il governo ad un membro della Knesset (solitamente il leader del partito che ha conquistato il maggior numero di seggi), questi diviene primo ministro solo dopo aver formato un governo che abbia la fiducia di almeno 61 membri (la maggioranza) della Knesset stessa. Occasionalmente, quando ci si riferisce al primo ministro, viene utilizzato anche il titolo di "premier".
La Legge base fu emendata nel 1992, provvedendo all'elezione diretta del primo ministro, separatamente dall'elezione della Knesset. Vennero tenute tre elezioni con questo sistema: nel 1996, 1999 (quella del 2003 fu l'unica volta in cui un'elezione del primo ministro fu tenuta senza un'elezione della Knesset. Quindi, dal 2001 al 2003 Ariel Sharon, del Likud, fu nominato primo ministro nonostante il Partito Laburista Israeliano avesse ottenuto il maggior numero di seggi alla Knesset). Nel 2001, la legge base fu emendata ancora una volta, abolendo le elezioni dirette e ritornando al sistema originale. Nel 2003 e nelle elezioni successive il primo ministro ritornò perciò ad essere il capo del maggior partito della Knesset.

## Cronotassi
| N.  | Primo ministro   | Primo ministro    | Primo ministro               | Partito          | Mandato           | Mandato                    | Elezioni          | Capo di Stato             |
| N.  | Primo ministro   | Primo ministro    | Primo ministro               | Partito          | Inizio            | Fine                       | Elezioni          | Capo di Stato             |
| --- | ---------------- | ----------------- | ---------------------------- | ---------------- | ----------------- | -------------------------- | ----------------- | ------------------------- |
| 1   |                  |                   | David Ben Gurion (1886-1973) | Mapai            | 14 maggio 1948    | 10 marzo 1949              | –                 | –                         |
| 1   | 10 marzo 1949    | 1º novembre 1950  | David Ben Gurion (1886-1973) | Mapai            | 1949              | Chaim Weizmann (1949-1952) |                   |                           |
| 1   | 1º novembre 1950 | 8 ottobre 1951    | David Ben Gurion (1886-1973) | Mapai            | 1949              | Chaim Weizmann (1949-1952) |                   |                           |
| 1   | 8 ottobre 1951   | 24 dicembre 1952  | David Ben Gurion (1886-1973) | Mapai            | 1951              | Chaim Weizmann (1949-1952) |                   |                           |
| 1   | 24 dicembre 1952 | 26 gennaio 1954   | David Ben Gurion (1886-1973) | Mapai            | 1951              | Itzhak Ben-Zvi (1952-1963) |                   |                           |
| 2   |                  |                   | Moshe Sharett (1894-1965)    | Mapai            | 1951              | Itzhak Ben-Zvi (1952-1963) | 26 gennaio 1954   | 29 giugno 1955            |
| 2   | 29 giugno 1955   | 3 novembre 1955   | Moshe Sharett (1894-1965)    | Mapai            | 1951              | Itzhak Ben-Zvi (1952-1963) |                   |                           |
| (1) |                  |                   | David Ben Gurion (1886-1973) | Mapai            | 3 novembre 1955   | Itzhak Ben-Zvi (1952-1963) | 7 gennaio 1958    | 1955                      |
| (1) | 7 gennaio 1958   | 17 dicembre 1959  | David Ben Gurion (1886-1973) | Mapai            |                   | Itzhak Ben-Zvi (1952-1963) |                   | 1955                      |
| (1) | 17 dicembre 1959 | 2 novembre 1961   | David Ben Gurion (1886-1973) | Mapai            | 1959              | Itzhak Ben-Zvi (1952-1963) |                   |                           |
| (1) | 2 novembre 1961  | 26 giugno 1963    | David Ben Gurion (1886-1973) | Mapai            | 1961              | Itzhak Ben-Zvi (1952-1963) |                   |                           |
| 3   |                  |                   | Levi Eshkol (1895-1969)      | Mapai Laburista  | 1961              | 26 giugno 1963             | 22 dicembre 1964  | Zalman Shazar (1963-1973) |
| 3   | 22 dicembre 1964 | 12 gennaio 1966   | Levi Eshkol (1895-1969)      | Mapai Laburista  | 1961              |                            |                   | Zalman Shazar (1963-1973) |
| 3   | 12 gennaio 1966  | 26 febbraio 1969† | Levi Eshkol (1895-1969)      | Mapai Laburista  | 1965              |                            |                   | Zalman Shazar (1963-1973) |
| 4   |                  |                   | Golda Meir (1898-1978)       | Laburista        | 1965              | 17 marzo 1969              | 15 dicembre 1969  | Zalman Shazar (1963-1973) |
| 4   | 15 dicembre 1969 | 10 marzo 1974     | Golda Meir (1898-1978)       | Laburista        | 1969              |                            |                   | Zalman Shazar (1963-1973) |
| 4   | 10 marzo 1974    | 3 giugno 1974     | Golda Meir (1898-1978)       | Laburista        | 1973              | Ephraim Katzir (1973-1978) |                   |                           |
| 5   |                  |                   | Yitzhak Rabin (1922-1995)    | Laburista        | 1973              | Ephraim Katzir (1973-1978) | 3 giugno 1974     | 20 giugno 1977            |
| 6   |                  |                   | Menachem Begin (1913-1992)   | Likud            | 20 giugno 1977    | Ephraim Katzir (1973-1978) | 5 agosto 1981     | 1977                      |
| 6   | 5 agosto 1981    | 10 ottobre 1983   | Menachem Begin (1913-1992)   | Likud            | 1981              | Yitzhak Navon (1978-1983)  |                   |                           |
| 7   |                  |                   | Yitzhak Shamir (1915-2012)   | Likud            | 1981              | 10 ottobre 1983            | 13 settembre 1984 | Chaim Herzog (1983-1993)  |
| 8   |                  |                   | Shimon Peres (1923-2016)     | Laburista        | 13 settembre 1984 | 20 ottobre 1986            | 1984              | Chaim Herzog (1983-1993)  |
| (7) |                  |                   | Yitzhak Shamir (1915-2012)   | Likud            | 20 ottobre 1986   | 22 dicembre 1988           | 1984              | Chaim Herzog (1983-1993)  |
| (7) | 22 dicembre 1988 | 11 giugno 1990    | Yitzhak Shamir (1915-2012)   | Likud            | 1988              |                            |                   | Chaim Herzog (1983-1993)  |
| (7) | 11 giugno 1990   | 13 luglio 1992    | Yitzhak Shamir (1915-2012)   | Likud            | 1988              |                            |                   | Chaim Herzog (1983-1993)  |
| (5) |                  |                   | Yitzhak Rabin (1922-1995)    | Laburista        | 13 luglio 1992    | 4 novembre 1995†           | 1992              | Chaim Herzog (1983-1993)  |
| (8) |                  |                   | Shimon Peres (1923-2016)     | Laburista        | 22 novembre 1995  | 18 giugno 1996             | 1992              | Ezer Weizman (1993-2000)  |
| 9   |                  |                   | Benjamin Netanyahu (1949)    | Likud            | 18 giugno 1996    | 6 luglio 1999              | 1996              | Ezer Weizman (1993-2000)  |
| 10  |                  |                   | Ehud Barak (1942)            | Laburista        | 6 luglio 1999     | 7 marzo 2001               | 1999              | Ezer Weizman (1993-2000)  |
| 11  |                  |                   | Ariel Sharon (1928-2014)     | Likud            | 7 marzo 2001      | 28 febbraio 2003           | 1999              | Moshe Katsav (2000-2007)  |
| 11  | 28 febbraio 2003 | 21 novembre 2005  | Ariel Sharon (1928-2014)     | Likud            | 2003              |                            |                   | Moshe Katsav (2000-2007)  |
| 11  |                  | Kadima            | Ariel Sharon (1928-2014)     | 21 novembre 2005 | 2003              | 14 aprile 2006             |                   | Moshe Katsav (2000-2007)  |
| 12  |                  |                   | Ehud Olmert (1945)           | Kadima           | 2003              | 14 aprile 2006             | 4 maggio 2006     | Moshe Katsav (2000-2007)  |
| 12  | 4 maggio 2006    | 31 marzo 2009     | Ehud Olmert (1945)           | Kadima           | 2006              |                            |                   | Moshe Katsav (2000-2007)  |
| (9) |                  |                   | Benjamin Netanyahu (1949)    | Likud            | 31 marzo 2009     | 18 marzo 2013              | 2009              | Shimon Peres (2007-2014)  |
| (9) | 18 marzo 2013    | 6 maggio 2015     | Benjamin Netanyahu (1949)    | Likud            | 2013              |                            |                   | Shimon Peres (2007-2014)  |
| (9) | 6 maggio 2015    | 9 aprile 2019     | Benjamin Netanyahu (1949)    | Likud            | 2015              | Reuven Rivlin (2014-2021)  |                   |                           |
| (9) | 9 aprile 2019    | 17 maggio 2020    | Benjamin Netanyahu (1949)    | Likud            | IV-2019 IX-2019   | Reuven Rivlin (2014-2021)  |                   |                           |
| (9) | 17 maggio 2020   | 13 giugno 2021    | Benjamin Netanyahu (1949)    | Likud            | 2020              | Reuven Rivlin (2014-2021)  |                   |                           |
| 13  |                  |                   | Naftali Bennett (1972)       | Nuova Destra     | 13 giugno 2021    | 1º luglio 2022             | 2021              | Isaac Herzog (2021-)      |
| 14  |                  |                   | Yair Lapid (1963)            | Yesh Atid        | 1º luglio 2022    | 29 dicembre 2022           | 2021              | Isaac Herzog (2021-)      |
| (9) |                  |                   | Benjamin Netanyahu (1949)    | Likud            | 29 dicembre 2022  | in carica                  | 2022              | Isaac Herzog (2021-)      |

## Altre forme giuridiche del ruolo di primo ministro

### Primo ministro designato
Il primo ministro designato (in ebraico: ממלא מקום ראש הממשלה, Memaleh Makom Rosh HaMemshala) è colui che assume, in seguito a nomina presidenziale, il ruolo di sondatore parlamentare, con lo scopo di formare una maggioranza di governo. È nominato in seguito ad elezioni o a crisi politiche, spesso risultanti nelle dimissioni dell'esecutivo o in una sfiducia parlamentare. 
È assimilabile, se non pari, alla figura del formateur.

### Primo ministrofacente funzioniead interim
Il primo ministro ad interim (in ebraico: ראש הממשלה בפועל, Rosh HaMemshalah be-po'al) è nominato dal governo se il titolare è inabile per un massimo di 100 giorni consecutivi, permanentemente inabile, morto o decaduto a causa di una condanna penale definita dalla legge. 
Tecnicamente, se l'inabilita è temporanea, egli assume la designazione di “primo ministro facente funzioni”, finché l'effettivo primo ministro, rimessosi, possa riassumere le sue funzioni. In tutti gli altri casi, invece, egli assume direttamente la dicitura di “primo ministro ad interim” e, salvo diversa deliberazione della Knesset o del governo, opera come se fosse stato nominato in sede ordinaria.
Se è stato nominato un vice primo ministro o un primo ministro supplente, spesso tale ruolo è affidato a lui.

### Primo ministrosupplente
Il primo ministro supplente (in ebraico: ראש הממשלה החליפי, Rosh ha-memshela ha-ḥalifi, tecnicamente sul testo legislativo: חלופי o חליפי) è quell'individuo, nominato in sede di giuramento del governo, il cui compito è sostituire (o ruotare) la posizione di primo ministro (facendo diventare, a sua volta, il detentore primo ministro supplente) dopo un determinato e concordato arco di tempo o in altre circostanze particolari e stipulate. 
Tale tipo di governo, definito “governo di rotazione” (o alternanza), precedentemente una convenzione e codificato solo nel 2020 nel Paese, spesso avviene quando non è possibile concordare, fra diversi partiti facenti parte di una coalizione, una guida o politica unitaria, e, per questo, si tende a privilegiare questa soluzione per evitare un collasso della stessa a favore degli avversari o nuove elezioni.
In particolare, l'emendamento delle Leggi Fondamentali di Israele (la costituzione del Paese), alla sezione “Il Governo”, afferma testualmente che:
“[…] In un governo di alternanza, il primo ministro supplente è un membro della Knesset [n.d.r il parlamento israeliano] designato a servire come primo ministro, e in seguito alla rotazione, anche l'ex-primo ministro, divenuto supplente, è un membro della Knesset. Il primo ministro in carica e il primo ministro supplente prestano giuramento insieme. […]”
Secondo la stessa legge, inoltre: “[…] Il primo ministro supplente sostituirà il primo ministro in carica qualora:
- il mandato del primo ministro in carica giunga al termine;
- il primo ministro in carica si dimetta;
- il primo ministro in carica scompaia improvvisamente;
- il primo ministro in carica sia inabilitato solo per motivi di salute e siano trascorsi 100 giorni senza che egli sia di nuovo abile a governare;
- il primo ministro in carica si dimetta come membro della Knesset.”

Da ciò, dunque, si evince perfettamente la posizione giuridica dell'ufficio, nonché le varie casistiche in cui è attivato. Di seguito, la legge chiarifica anche come, nel governo, vi debba essere una parità di ministri affini sia al primo ministro che al primo ministro supplente, al fine di mantenere lo status quo. Ecco un estratto:
“[…] Il numero dei ministri identificati come aventi un'affinità per il primo ministro sarà uguale al numero dei ministri che sono identificati come aventi un'affinità per il primo ministro supplente; Tuttavia, se il numero dei ministri non sarà uguale, il governo stabilirà un meccanismo di voto in base al quale il potere di voto di tutti i ministri affiliati al primo ministro sarà uguale al potere di voto di tutti i ministri supplenti affiliati al primo ministro, o regole su come saranno prese le decisioni per garantire tale rapporto. […]” 
Infine, viene definita la cosiddetta “clausola penale”, ovvero cosa accade al primo ministro ed al primo ministro supplente in caso di condanna del capo del governo:
“[…] Il governo che si occupa del primo ministro in carica si applicherà anche al primo ministro supplente, inclusa la clausola 18 (d), che stabilisce che il mandato del primo ministro scade alla sua condanna in una sentenza definitiva su un reato in cui è reo […]”. 
Da ciò, si evince che, quando il primo ministro viene condannato nei metodi scritti precedentemente, il primo ministro supplente lo sostituisce, e quando il primo ministro supplente viene condannato come sopra, il governo non si considera dimesso.

### Vice primo ministro
Il vice primo ministro (in ebraico: משנה ראש הממשלה, Mishneh Rosh HaMemshela) è nominato dal governo (spesso su proposta del primo ministro), e sostituisce se il primo ministro è inabile temporaneamente o all'estero.